# Tower Of Power In Concert
Tower Of Power In Concert är en live-DVD med det amerikanska funk/soul-bandet Tower of Power. Den innehåller en konsert filmad i en tysk TV-studio 1 juli 1998.
Speltid: ca 60 min

## Innehåll

### Låtlista
Låtar där inget annat anges är skrivna av Emilio Castillo och Stephen Kupka
1. Strokes 75
2. Souled Out (S.Kupka, E.Castillo, M.McClain)
3. I Like Your Style (S.Kupka, E.Castillo, N.Milo)
4. You Strike My Nerve (S.Kupka, E.Castillo, A.Gordon, L.Williams)
5. East Bay Way (S. Kupka, E. Castillo, J. Tamelier)
6. Soul Vaccination
7. What Is Hip? (E.Castillo, S.Kupka, D.Garibaldi)
8. Squib Cakes (C.Thompson)
9. Diggin' On James Brown (S.Kupka, E.Castillo, K.Kessie)
10. Soul With A Capital "S"
11. So I Got To Groove (S.Kupka, E.Castillo, H.Matthews)

### Extramaterial
- Intervju med producenten
- Artistbiografi
- Sound tuning

## Medverkande
- Brent Carter - Sång
- David Garibaldi - Trummor
- Francis 'Rocco' Prestia - Elbas
- Jeff Tamelier - Gitarr
- Nick Milo - Keyboards
- Emilio Castillo - Tenorsax, sång
- Stephen 'Doc' Kupka - Barytonsax
- Norbert Stachel - Tenorsax
- Bill Churchville - Trumpet
- Jesse McGuire - Trumpet